# Üdersdorf
Üdersdorf település Németországban, Rajna-vidék-Pfalz tartományban. Lakosainak száma 1105 fő (2023. december 31.).

## Népesség
A település népességének változása:
| Lakosok száma | 973  | 1125 | 1120 | 1108 | 1118 | 1105 |
|               | 1975 | 2017 | 2019 | 2021 | 2022 | 2023 |